# Antennuloniscus dimeroceras
Antennuloniscus dimeroceras är en kräftdjursart som först beskrevs av Barnard 1920.  Antennuloniscus dimeroceras ingår i släktet Antennuloniscus och familjen Haploniscidae. Inga underarter finns listade i Catalogue of Life.